# Октобарска награда Новог Сада
Октобарска награда Новог Сада је годишња награда коју додељује Скупштина града Новог Сада сваке године у част дана ослобођења Новог Сада у Другом светском рату, 23. октобра.

## Добитници
- 2022 - Горданa Ђурђевић Димић; Драгомир Љубинaц; Музеј Војводине[2]
- 2021 - Техничка школа “Павле Савић”; Стонотенисерка и параолимпијка Борислава Перић – Ранковић; Фото-репортер Јарослав Пап (постхумно)[3]
- 2020 - Др Небојша Кузмановић;, Волонтери и волонтерке Новог Сада; Клиника за инфективне болести Клиничког центра Војводине[4]
- 2019 - Проф. др Илија Ковачевић; Милан Мумин[5]
- 2017 - Галерија Матице српске; Лист “Дневник”[6]
- 2014 - Матица српска; Др Драгана Ћорић[7]